# 통영여자고등학교
동영여자고등학교(統營女子高等學校)는 대한민국 경상남도 통영시 도천동에 있는 공립 고등학교이다.

## 학교 연혁
- 1943년 3월 31일 : 통영공립고등여학교 설립인가(3학급 정원 120명)
- 1943년 4월 9일 : 개교식 거행, 日人 "다무라" 교장 취임
- 1946년 9월 1일 : 통영여자공립 여자중학교로 교명변경, 6년제 12학급 600명
- 1949년 6월 15일 : 본교 1회 졸업(6년제)
- 1950년 9월 1일 : 통영여자중학교로 교명 개편, 개칭
- 1951년 9월 1일 : 교육법 개정으로 통영여자 고등학교로 분리
- 1952년 3월 25일 : 제1회 졸업식 고등학교 3년제 거행
- 1959년 10월 16일 : 통영 여자 중·고등학교 신축교사 낙성식 거행
- 1983년 2월 25일 : 통영여중에서 학교 이전(도천동 121번지)
- 1984년 12월 15일 : 30교실 개축 완공
- 1985년 3월 1일 : 신축교사로 이전
- 1992년 2월 29일 : 생활관 개축공사 준공
- 1997년 2월 13일 : 동백관 준공
- 2002년 11월 21일 : 디지털 도서관 개관
- 2013년 3월 1일 : 자율학교 신규 지정 운영(3년간)
- 2014년 2월 10일 : 인가학급 31학급
- 2022년 12월 29일 : 제74회 졸업(졸업생 누계 21,472명)
- 2023년 3월 2일 : 신입생 입학식(11학급 297명 입학)
- 2023년 9월 1일 : 제28대 김외숙 교장 부임

## 참고 자료
- 통영여자고등학교 - 한국교육학술정보원 학교알리미